# ستيف كينيدي
ستيف كينيدي (22 يوليو 1965 المملكة المتحدة - ) هو لاعب كرة قدم بريطاني يلعب كمدافع.